# Manchester (Illinois)
Pour les articles homonymes, voir Manchester (homonymie).
Manchester est un village situé au sud-est du comté de Scott dans l'Illinois, aux États-Unis,. Le village est incorporé le 31 mai 1904.

## Démographie
Lors du recensement de 2010, le village comptait une population de 292 habitants. Elle est estimée, en 2016, à 278 habitants.

### Source de la traduction
- (en) Cet article est partiellement ou en totalité issu de l’article de Wikipédia en anglais intitulé « Manchester, Illinois » (voir la liste des auteurs).